# Štěpán Harazim
Štěpán Harazim (13 luglio 2000) è un calciatore ceco, difensore dell'Hradec Králové.

## Carriera
Cresciuto nel settore giovanile dell'Opava, debutta in prima squadra il 27 maggio 2020 in occasione del match di 1. liga pareggiato 0-0 contro il Karviná.
Nel luglio 2021 si trasferisce a titolo definitivo all'Hradec Králové.

## Statistiche

### Presenze e reti nei club
Statistiche aggiornate al 5 ottobre 2021.
| Stagione        | Squadra         | Campionato      | Campionato | Campionato | Coppe nazionali | Coppe nazionali | Coppe nazionali | Coppe continentali | Coppe continentali | Coppe continentali | Altre coppe | Altre coppe | Altre coppe | Totale | Totale |
| Stagione        | Squadra         | Comp            | Pres       | Reti       | Comp            | Pres            | Reti            | Comp               | Pres               | Reti               | Comp        | Pres        | Reti        | Pres   | Reti   |
| --------------- | --------------- | --------------- | ---------- | ---------- | --------------- | --------------- | --------------- | ------------------ | ------------------ | ------------------ | ----------- | ----------- | ----------- | ------ | ------ |
| 2019-2020       | Opava           | 1L              | 1          | 0          | CRC             | 0               | 0               |                    | -                  | -                  |             | -           | -           | 1      | 0      |
| 2020-2021       | Opava           | 1L              | 22         | 3          | CRC             | 2               | 1               |                    | -                  | -                  |             | -           | -           | 24     | 4      |
| 2021-2022       | Hradec Králové  | 1L              | 4          | 0          | CRC             | 1               | 0               |                    | -                  | -                  |             | -           | -           | 5      | 0      |
| Totale carriera | Totale carriera | Totale carriera | 28         | 1          |                 | 1               | 0               |                    | -                  | -                  |             | -           | -           | 29     | 1      |